# Мациевская, Дарья Викторовна

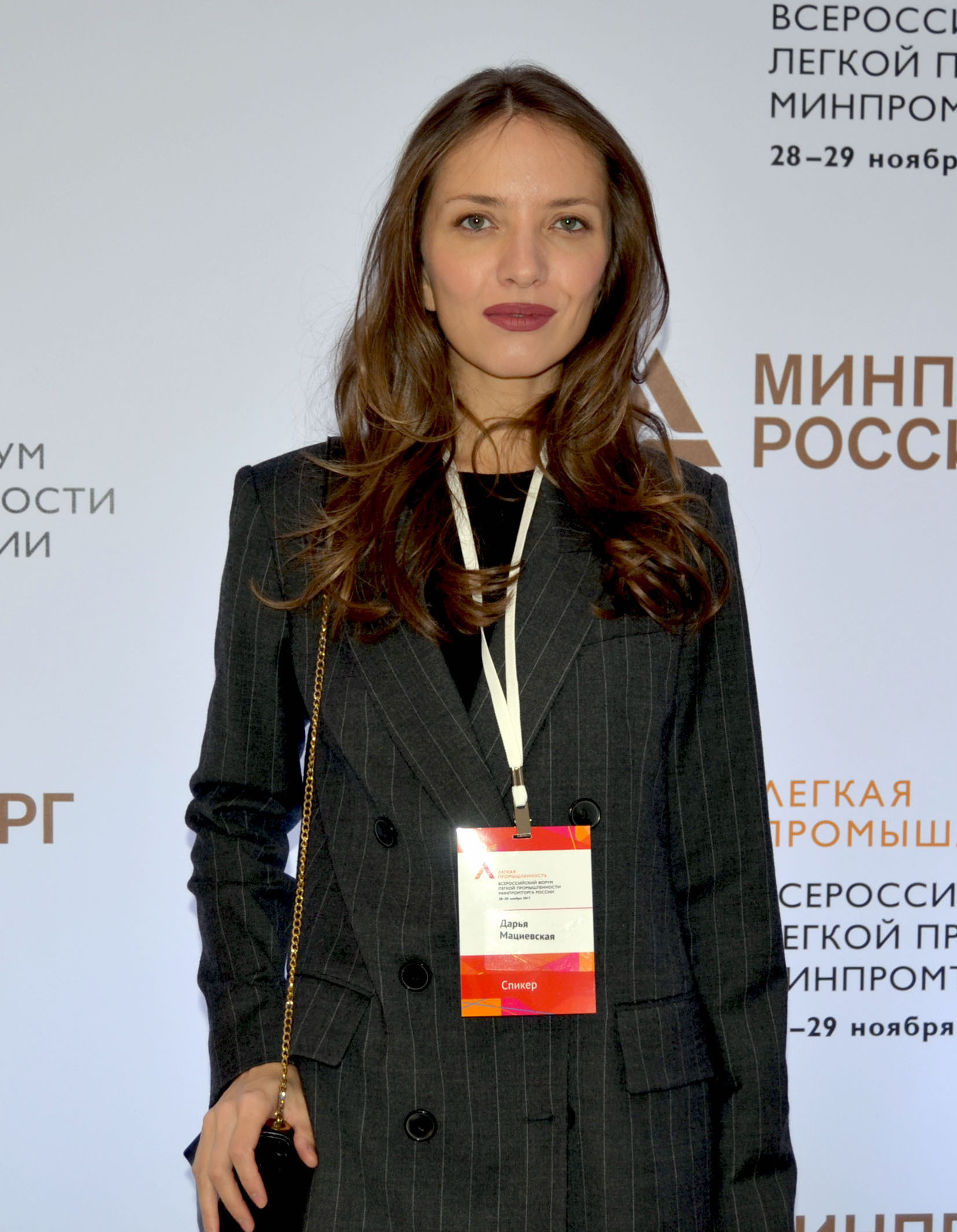
Фото Дарьи

Дарья Викторовна Мациевская — российский дизайнер, основатель и президент Фестиваля русской культуры в дизайне «Русские сезоны». Основатель дома моды «Русские сезоны» и основатель акселератора Seasons Tech.

## Биография
Дарья Мациевская родилась в городе Братск. Там же окончила гимназию, после которой поступила на филологический факультет МГУ им. М. В. Ломоносова, где закончила специалитет и аспирантуру. 
В 2011—2012 годах работала военным журналистом газеты Известия.
В 2013 году Дарья выпустила первую коллекцию своей марки Villa Turgenev. 
В 2015 году Дарья Мациевская стала основателем и президентом фестиваля русской культуры в дизайне «Русские сезоны». В «Русских сезонах» Дарья делает акцент на открытии новых имен, сохранении и развитии русского культурного кода и поддержке российских производителей.
В 2018 году Дарья запустила программу развития инновационных проектов в легкой промышленности России «Seasons Tech» при поддержке компании «Иннопрактика». Программа получила положительный отклик от отрасли российской легкой промышленности — индустриальными партерами Seasons Tech выступают Министерство промышленности и торговли Российской Федерации, Российский союз производителей одежды, компания «Термопол», ТМ «Холлофайбер», Фабрика нетканых материалов «Весь мир», Центральный научно-исследовательский институт швейной промышленности и другие.
В 2021 году Дарья возглавила Дом моды «Русские сезоны» и разработала первую коллекцию бренда с использованием тарусской вышивки и карельских узоров «Петушок». Под руководством Дарьи дом «Русские сезоны» возрождает школу русских ремесел и актуализирует их в современных трендах.
В 2023 году Дарья стала амбассадором Российского союза производителей одежды.
В 2025 году Дарья объявила запуск международного фестиваля культур Russian Seasons Arabia в г. Дубай, ОАЭ.